# Ectopia

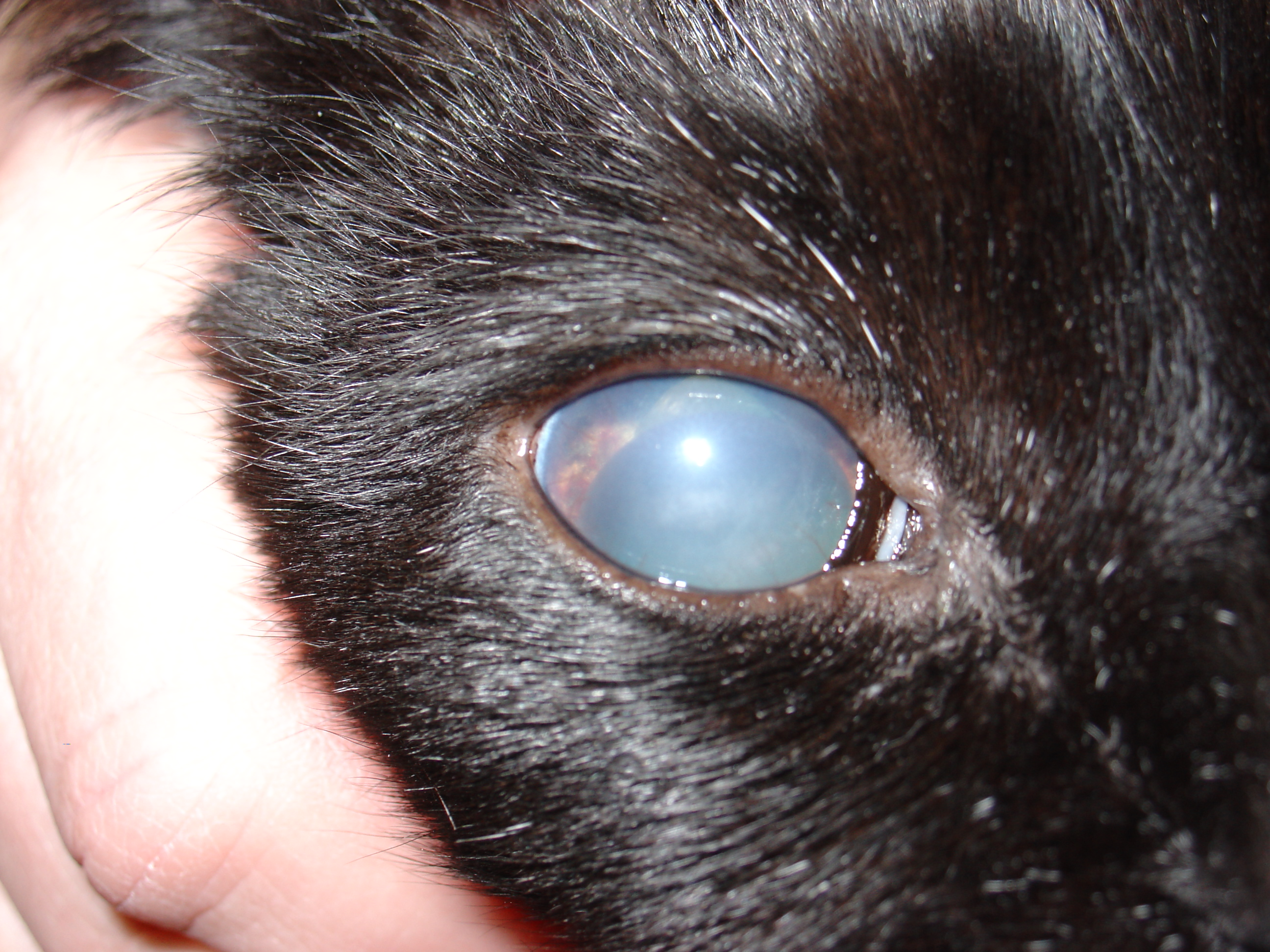
Ectopia lentis en el ojo de un gato. El cristalino se encuentra luxado y se sitúa en la cámara anterior del ojo.

La ectopia es un desplazamiento o mala ubicación de un órgano del cuerpo. La mayor parte de las ectopias son congénitas, pero algunas pueden ocurrir en etapas avanzadas de la vida causadas tal vez por accidentes.
- Ectopia lentis: es el desplazamiento del cristalino del ojo.
- Ectopia cordis: es el desplazamiento del corazón fuera del feto en el transcurso del desarrollo fetal
- Ectopia renal: es una anomalía en la que uno o ambos riñones no se encuentra en la fosa renal. Suele ser congénita por falta de ascenso del órgano.
- Ectopia cervical: es la eversión o salida del tejido endocervical (que normalmente está en el canal endocervical y no es visible) hacia fuera, de manera que resulta visible cuando exploramos la vagina con el espéculo.
- Embarazo ectópico: ocurre cuando el óvulo fertilizado se implanta en un lugar que no es el fondo del útero.

En biología molecular, se habla de la expresión ectópica de un gen cuando su producto se expresa en un lugar en el que normalmente no lo hace.
- Datos: Q10480798
- Multimedia: Ectopia (medicine) / Q10480798